# Dario Čanađija
Dario Čanađija (ur. 17 kwietnia 1994 w Bjelovarze) – chorwacki piłkarz, grający na pozycji defensywnego pomocnika w bośniackim klubie Zrinjski Mostar. Były, młodzieżowy reprezentant Chorwacji.